# Memoriał Alfreda Smoczyka 1986

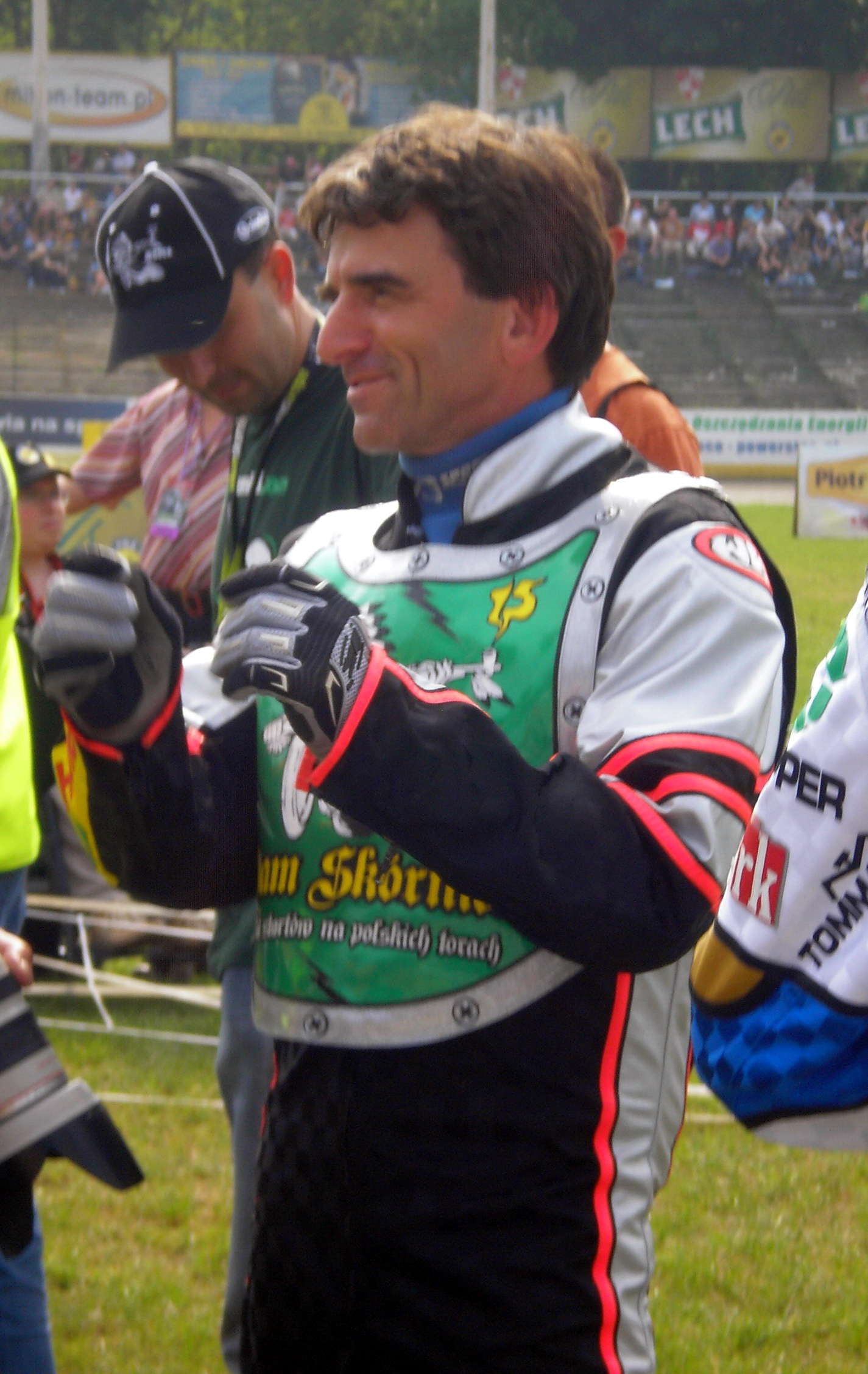
Roman Jankowski

XXXVI Memoriał Alfreda Smoczyka odbył się 15 czerwca 1986 r. Wygrał Roman Jankowski z Leszna.

## Wyniki
- 15 czerwca 1986 r. (niedziela), Stadion im. Alfreda Smoczyka (Leszno)
- Najlepszy Czas Dnia: Roman Jankowski – w 1 wyścigu – 66,5 sek.

| Msc. | Zawodnik                 | Klub/Kraj            | Pkt  |               |  |
| ---- | ------------------------ | -------------------- | ---- | ------------- |  |
| 1    | (1) Roman Jankowski      | Unia Leszno          | 13+3 | (3,3,2,3,2)   |  |
| 2    | (8) Wojciech Żabiałowicz | Apator Toruń         | 13+2 | (3,1,3,3,3)   |  |
| 3    | (10) Zenon Kasprzak      | Unia Leszno          | 12+3 | (3,3,3,3,d)   |  |
| 4    | (15) Pavel Karnas        | Czechosłowacja       | 12+2 | (3,3,2,3,1)   |  |
| 5    | (2) Jerzy Rembas         | Stal Gorzów Wlkp.    | 10   | (2,d,3,2,3)   |  |
| 6    | (3) Andrzej Huszcza      | Falubaz Zielona Góra | 10   | (1,2,2,2,3)   |  |
| 7    | (6) Ryszard Franczyszyn  | Stal Gorzów Wlkp.    | 9    | (2,2,3,2,d)   |  |
| 8    | (4) Stanislav Urban      | Czechosłowacja       | 7    | (0,3,1,1,2)   |  |
| 9    | (7) Maciej Jaworek       | Falubaz Zielona Góra | 7    | (1,1,2,2,1)   |  |
| 10   | (11) Zdzisław Rutecki    | Polonia Bydgoszcz    | 4    | (1,0,d,0,3)   |  |
| 11   | (9) Bolesław Proch       | Polonia Bydgoszcz    | 4    | (2,2,w,-,-)   |  |
| 12   | (16) Roland Pusch        | NRD                  | 4    | (d,2,1,1,0)   |  |
| 13   | (12) Wolfgang Buske      | NRD                  | 3    | (0,1,0,0,2)   |  |
| 14   | (13) Jan Holub           | Czechosłowacja       | 2    | (2,w,-,-,-)   |  |
| 15   | (5) Leon Kujawski        | Start Gniezno        | 1    | (0,1,0,0,0)   |  |
| 16   | (14) Bohumil Brhel       | Czechosłowacja       | 0    | (d,d,u/-,-,-) |  |
|      | rez. Piotr Podrzycki     | Start Gniezno        | 4    | (0,1,2,1)     |  |
|      | rez. Grzegorz Sterna     | Unia Leszno          | 3    | (1,1,0,1)     |  |

Bieg po biegu
1. (66,5) Jankowski, Rembas, Huszcza, Urban
2. (67,7) Żabiałowicz, Franczyszyn, Jaworek, Kujawski
3. (67,7) Kasprzak, Proch, Rutecki, Buske
4. (69,0) Karnas, Holub, Pusch (d), Brhel (d)
5. (67,8) Jankowski, Proch, Kujawski, Holub (w)
6. (69,7) Kasprzak, Franczyszyn, Rembas (d), Brhel (d)
7. (69,1) Karnas, Huszcza, Jaworek, Rutecki
8. (69,2) Urban, Pusch, Żabiałowicz, Buske
9. (67,1) Franczyszyn, Jankowski, Pusch, Rutecki
10. (68,1) Rembas, Karnas, Buske, Kujawski
11. (68,6) Żabiałowicz, Huszcza, Sterna, Brhel (u/ns), Proch (w) / Sterna za Brhela
12. (67,4) Kasprzak, Jaworek, Urban, Podrzycki / Podrzycki za Holuba
13. (67,9) Jankowski, Jaworek, Sterna, Buske / Sterna za Brhela
14. (brak czasu) Żabiałowicz, Rembas, Podrzycki, Rutecki / Podrzycki za Holuba
15. (68,7) Kasprzak, Huszcza, Pusch, Kujawski
16. (68,8) Karnas, Franczyszyn, Urban, Sterna / Sterna za Procha
17. (68,7) Żabiałowicz, Jankowski, Karnas, Kasprzak (d)
18. (68,9) Rembas, Podrzycki, Jaworek, Pusch / Podrzycki za Procha
19. (68,9) Huszcza, Buske, Sterna, Franczyszyn / Sterna za Holuba
20. (69,1) Rutecki, Urban, Podrzycki, Kujawski / Podrzycki za Brhela
21. Bieg dodatkowy o trzecie miejsce (69,1) Kasprzak, Karnas
22. Bieg dodatkowy o pierwsze miejsce (68,6) Jankowski, Żabiałowicz